# Dejan Simonović
Dejan Simonović (Vranje, 1960) srpski је književnik. Živi i radi u Beogradu. Bio je urednik u Književnoj reči (1988–1991) i Književnom magazinu (2011 – jun 2016). Urednik je tribinskog programa Srpskog književnog društva od 2013. do 2018. godine. Sekretar Srpskog književnog društva

## Objavljene knjige
- Krojač iz Ulma (roman), Pegaz, 1987;
- Neodoljiva draž poziva (sotija), Filip Višnjić, 1992;
- Zaklon (roman), elektronsko izdanje autora 2010.
- Prikaza (roman), Albatros plus, 2011.
- Besposličari (roman), Književno društvo Hiperboreja, 2015.
- Rastrojstva (zbirka priča), Književna radionica Rašić, 2017.
- Besposličari (roman), elektronsko izdanje, https://www.smashwords.com, ISBN 9780463073148, 2018,
- Bezglavo (zbirka priča), Oksimoron, 2020.
- Sotona u soliteru (roman), Oksimoron, 2022.
- Razlog (tehno burleska), Oksimoron 2025.

Priče su mu zatuplјene u antologijama: Najbolјe priče 1989 (priredili David Albahari i Mihajlo Pantić), Dečje novine 1989, Zemalјski dugovi: Ivo Andrić u priči (priredio Milovan Marčetić), Laguna, 2012, Vrhovi: antologija postmodernih priča generacije 50-ih (priredio Vasa Pavković), časopis Priča.
U književnoj periodici (Beogradski književni časopis, Polјa, Povelјa, Sveske, Koraci, Književni magazin, Gradina, Dometi i drugim) objavlјuje priče i eseje.
Autor izvođenih radio drama: Osvit, Žrtva, Plaćenici.
Za dramu "Matrozi" dobtnik je prve nagrade na konkursu Radio Beograda za originalnu radio dramu 2016. godine.

## Spoljašnje veze
- www.dejansimonovic.blogspot.com
- „Časopis Polja” (PDF). Архивирано из оригинала (PDF) 14. 07. 2014. г. Приступљено 18. 09. 2018.
- Beogradski sajam knjiga
- "Besposličari" u Gutenbergovom odgovoru - audio (01.05.2105)
- Intervju u Danasu povodom romana "Besposličari"
- Ivan Radosavljević "„Smeh i mučnina” (PDF).", prikaz "Besposličara" u Poljima, broj 496.
- Vesna Trijić: "„Mehanički život” (PDF). Архивирано из оригинала (PDF) 25. 01. 2016. г. Приступљено 25. 03. 2016.", prikaz "Besposličara" u Beogradskom književnom časopisu broj 39-41.
- Degustacija "Besposličara" – pekara "Rada pereca"
- Prvi antibankarski roman – konferencija za novinare u društvu ljubitelja umetnosti Prozor (07.07.2015)
- Održano suđenje "Besposličarima" – razgovor u art klubu Ljubičica (29.05.2015)